# 威海火炬高技术产业开发区

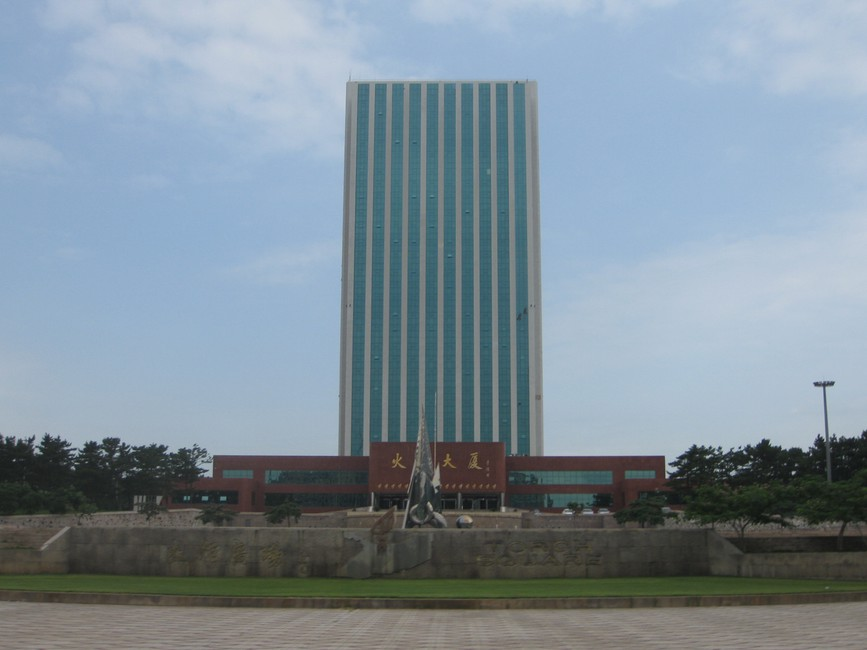
威海火炬高技术产业开发区管委会——火炬大厦

威海火炬高技术产业开发区，简称高区，位于威海环翠区西部，是全国三个国家级火炬高技术产业开发区之一（威海、中山、厦门），1991年3月6日经国务院批准成立，由科技部、山东省政府和威海市政府共同创办。设开发区管委会，为威海市政府派出机构，不属于民政部登记注册的行政区划。现任管委会主任为侯绍泽。

## 地理概况
总面积121.9平方公里，有30.5公里海岸线，沿海防护林带长二十余公里，并有万亩林场，绿化覆盖率达到41.9%。拥有四个天然海水浴场，其中国际海水浴场被国家海洋局列入10个定期监测海水质量的重点海水浴场之一。此外还有金海滩、小石岛钓鱼公园、北海浴场等旅游景点。
距威海市中心3公里，距威海港4公里，威海火车站10公里，威海机场30公里，烟台机场80公里。常住人口14.8万，其中非农业人口12.41万。

### 行政区划
目前下辖田和、怡园两个街道和初村镇，共有24个居委会、49个行政村，35个自然村。
初建时期面积39.2平方千米，总人口约10万人。辖田村、威海火炬高技术产业开发区2个街道办事处，23个行政村、10个居委会。
2001年，田村街道撤销，辖区分为田和、万欣、卧龙3个街道，原威海火炬高技术产业开发区街道更名为怡园街道。
2003年5月12日，初村镇成建制划归火炬高技术产业开发区，并在此规划建设威海科技新城，其起步区面积23平方公里。
2005年5月27日，卧龙街道并入怡园街道，万欣街道并入田和街道。

## 发展
区内有各类企业3000家，从业人员10万人。划为三星、光威、威高、万丰、精密印刷、双丰等高科技工业园区，已形成电子信息、光机电一体化、生物医药、医疗器械、新材料、海洋生物技术等高新技术产业群。区内高新技术企业占全威海市60％，高新技术产品占67％，其出口占全市的70%。区内现有中国名牌5个，驰名商标2个。目前已完成GDP 186亿元，年均递增30％。累计实施火炬、星火和科研计划项目近500项，国家“863”计划项目15项。
目前已完成基础设施投资6亿多元，有13个项目入驻。第三产业增加值以年均35%以上的速度递增。累计批准进区外资项目605项，合同外资额17.8亿美元，实际利用外资12.6亿美元；进出口总额达161.8亿美元，其中出口111亿美元，年均递增42％，与107个国家和地区建立了经贸关系，先后引进三星、伊藤忠、三菱等多家世界500强跨国公司。有省级以上企业研发中心13家，国家级企业技术开发中心1家。引进了清华大学科技园参与共建威海火炬创新创业基地，还与韩国庆北大学共建“威海-庆北大学中韩科技企业创业中心”。与清华大学、山东大学、哈尔滨工业大学等高等院校均有全面合作关系。
2001年通过ISO14001环境管理体系认证，2002年12月被国家环保总局和科技部认定为ISO14000国家示范区。此外还是“国家先进高新技术产业开发区”、“国家知识产权示范园区”、“国家计算机外设产品产业园”和“火炬计划先进管理单位”，被国家科技部和外经贸部认定为全国首批16个“高新技术产品出口基地”之一。创业中心被国家科技部认定为国家级创业中心。

## 农业
现有耕地1830公顷，果园1500亩。2007年全区农村总收入达69.4亿元，无公害蔬菜、西洋参、特种养殖等特色农业收入占农民收入大半。

## 民生
2002年区内职工人均收入9000多元，农民人均纯收入4800元，城乡居民储蓄余额29.5亿元；2007年分别为18698元、8002元和34亿元。城镇登记失业率控制在0.7以内。有2所社会福利院。
目前区内有4所医院：威海市立医院山大分院、威海市立医院高区分院、威海金海湾医院、威海初村医院。新型农村合作医疗已覆盖全区人口。
区内有哈尔滨工业大学(威海)、山东大学威海校区、山东药学院、威海职业（技术）学院，在校生4万多人；3所中学、12所小学、49所幼儿园，义务教育已全部普及。
科技新城起步区内的基础设施建设已累计投资5亿元。